# Le Faussaire (film, 2014)
Pour plus de détails, voir Fiche technique et Distribution.
Le Faussaire (Art and Craft) est un film documentaire américain réalisé par Jennifer Grausman et Sam Cullman (en), sorti en 2014 et en France le 18 mars 2015.

## Synopsis
Le film retrace l'histoire du peintre et faussaire américain Mark Landis.
Pendant plus de 30 ans, Mark Landis a copié et reproduit à la perfection des centaines d’œuvres. Imitant le style des plus grands artistes, tout aussi variés soit-ils, tous passés sous son pinceau : Charles Monroe Schulz, Walt Disney, Pablo Picasso...
Sous le couvert de diverses identités il a trompé presque une cinquantaine de musées aux États-Unis, faisant don gracieusement de ses "œuvres", échappant par cette combinaison à toute poursuite judiciaire.
Derrière la caméra, J. Grausman retrace, au travers de portraits et interventions des différents protagonistes de cette affaire, le parcours de Matthew Leininger, conservateur du musée d'Oklahoma City, dupé par Landis, qui a mis toute son énergie pour dévoiler le pot aux roses. 
Ce documentaire nous permet de plonger et de découvrir cette personnalité complexe que celle de Mark Landis. Est-il un escroc ou un artiste ? À chacun de se faire sa propre opinion...

## Fiche technique
- Titre : Le Faussaire
- Titre original : Art and Craft
- Réalisation : Jennifer Grausman, Sam Cullman (en)
- Co-réalisation et montage : Mack Becker
- Distribution en France : VisioSfeir
- Pays d'origine:  États-Unis
- Langues : Anglais
- Sous-titres : Français
- Genre : Documentaire
- Durée : 89 minutes
- Année : 2014
- Dates de sortie :
  - États-Unis : 17 avril 2014 (Festival du film de Tribeca)
  - Canada : 6 septembre 2014 (Festival international du film de Vancouver)
  - France : 18 mars 2015

## Récompenses et distinctions
- Audience Award for Best Documentary - Indie Memphis Film Festival[1]
- Top Five Documentaries, National Board of Review 2014[2]
- Présélection pour les documentaires des Oscars 2015[3]